# XI Giochi panarabi
Gli XI Giochi panarabi si sono svolti dall'11 al 26 novembre 2007 a Il Cairo, in Egitto. All'evento hanno partecipato un totale di 6.222 atleti, rappresentanti 22 nazioni del mondo arabo, i quali si sono sfidati in 33 sport.

## Cerimonia d'apertura
La cerimonia d'apertura degli XI Giochi panarabi è incominciata con l'esibizione cantante egiziano Tamer Hasny, che ha cantato una nuova canzone sull'unità del popolo arabo per l'ingresso dei vari leader di paesi che hanno partecipato alla competizione, come ad esempio il presidente egiziano Hosni Mubarak, il presidente palestinese Mahmoud Abbas, il presidente iracheno Jalal Talabani, il presidente yemenita 'Ali 'Abd Allah Saleh e il principe ereditario e vice-primo ministro saudita Sultan bin 'Abd al-'Aziz Al Sa'ud. È seguito poi l'ingresso delle 22 delegazioni; alla cerimonia ha preso parte anche il presidente del Comitato Olimpico Internazionale, Jacques Rogge.
La cerimonia è stata suddivisa in varie parti: il viaggio di Abramo nel deserto, la fondazione di Kaʿba e La Mecca, la nascita dell'unità araba sotto l'Islam e la forza delle parole del Corano. Sono seguiti poi spettacoli di danza e rappresentazioni del mondo arabo nella filosofia, matematica, astronomia, medicina, giardinaggio e musica. Dopo la lettura di diversi passi del Corano, la cerimonia si è conclusa con l'esecuzione dell'inno nazionale d'Egitto e della canzone egiziana Amgad Ya Arab.
La mascotte dei giochi è stato un gatto nero di razza mau egiziano, chiamata Bastet, nome ispirato dall'omonima divinità egizia ed indossava un nemes colorato in rosso, nero e bianco, ossia i colori della bandiera egiziana.

## Nazioni partecipanti
| - Algeria (443) - Arabia Saudita (472) - Bahrein (236) - Comore (63) - Egitto (1.268) - Emirati Arabi Uniti (293) - Gibuti (15) - Giordania (383) - Iraq (482) - Kuwait (412) - Libano (153) | - Libia (338) - Marocco (230) - Mauritania (17) - Oman (53) - Palestina (56) - Qatar (406) - Siria (273) - Somalia (13) - Sudan (142) - Tunisia (392) - Yemen (140) |

## Sport
| - Atletica - Atletica - Badminton - Bowling - Calcio - Canottaggio - Ciclismo - Corsa dei cammelli - Ginnastica artistica - Judo - Karate | - Lotta - Nuoto - Scacchi - Scherma - Sollevamento pesi - Sollevamento pesi - Sport equestri - Squash - Pallacanestro - Pallamano - Pallanuoto | - Pallavolo - Pallavolo - Pentathlon moderno - Pugilato - Taekwondo - Tennis - Tennistavolo - Tennistavolo - Tiro a segno - Tiro con l'arco - Vela |

## Medagliere
| Pos. | Nazione             |     |     |    | Totale |
| ---- | ------------------- | --- | --- | -- | ------ |
| 1    | Egitto              | 148 | 102 | 94 | 344    |
| 2    | Tunisia             | 63  | 33  | 49 | 145    |
| 3    | Algeria             | 30  | 43  | 51 | 124    |
| 4    | Marocco             | 21  | 32  | 36 | 89     |
| 5    | Siria               | 15  | 23  | 45 | 83     |
| 6    | Qatar               | 14  | 13  | 13 | 40     |
| 7    | Arabia Saudita      | 8   | 19  | 18 | 45     |
| 8    | Kuwait              | 8   | 10  | 21 | 39     |
| 9    | Sudan               | 8   | 9   | 8  | 25     |
| 10   | Giordania           | 6   | 14  | 29 | 49     |
| 11   | Libia               | 6   | 10  | 14 | 30     |
| 12   | Emirati Arabi Uniti | 6   | 9   | 8  | 23     |
| 13   | Bahrein             | 6   | 5   | 10 | 21     |
| 14   | Libano              | 6   | 5   | 9  | 20     |
| 15   | Oman                | 5   | 1   | 2  | 8      |
| 16   | Iraq                | 4   | 23  | 33 | 60     |
| 17   | Yemen               | 1   | 4   | 7  | 12     |
| 18   | Palestina           | 0   | 0   | 3  | 3      |